# Mydaea asiatica
Mydaea asiatica är en tvåvingeart som beskrevs av Adrian C. Pont 1967. Mydaea asiatica ingår i släktet Mydaea och familjen husflugor. Inga underarter finns listade i Catalogue of Life.